# Martin Koeman
Martin Koeman (* 26 de juliol de 1938 - † 18 de desembre de 2013) va ser un futbolista neerlandès.
Koeman va jugar com a futbolista professional amb el KFC de Koog aan de Zaan entre 1955 i 1960, en el Blauw-Wit Amsterdam entre 1960 i el 1963, al GVAV/Groningen entre fins al 1973 i al SC Heerenveen fins a la seva jubilació. Va ser seleccionat regularment per a l'equip nacional de futbol dels Països Baixos, però només va jugar un partit, contra Àustria el 12 d'abril de 1964. Malgrat la seva carrera respectable, és més conegut per ser el pare d'Erwin i Ronald Koeman, els qui van seguir els passos del seu pare com a futbolistes, amb els seus dos fills jugant al Groningen i a la selecció holandesa.
El 18 de desembre de 2013, a l'edat de 75 anys, Martin Koeman va morir a causa d'una aturada cardíaca d'uns dies abans.